# Dasytomima rachelae
Dasytomima rachelae es una especie de coleóptero de la familia Oedemeridae.

## Distribución geográfica
Habita en Australia.